# Heinrich Anselm von Ziegler und Kliphausen
Heinrich Anselm von Ziegler und Kliphausen, né le 6 janvier 1663 à Radomierzyce et mort le 8 septembre 1696 ou 1697 à Liebertwolkwitz, est un écrivain silésien. Il est connu avant tout pour le roman baroque Die Asiatische Banise oder Das blutig-doch muthige Pegu (« La Banise asiatique, ou le Pégou sanglant et courageux » 1689) qui était populaire jusqu'à la seconde moitié du XVIIIe siècle.

## Vie
Né dans une famille noble saxonne, Ziegler va au lycée de Görlitz de 1679 à 1681. Il fait des études de droit et d'histoire à l'université de Francfort-sur-l'Oder (1682-1684) qu'il ne finit pourtant pas, parce que, après la mort du père, il faut qu'il gère les biens hérités. En 1685, il se marie avec Dorothea Sabina von Lindenau, la fille d'un propriétaire terrien. De 1689 à 1697, il est Stiftsrat à la collégiale Wurzen. En 1689, il publie La Banise asiatique, Banise étant une anagramme du nom de son épouse Sabine. Il écrit aussi des élégies héroïques dans le style de Hoffmannswaldau (Helden-Liebe Der Schrifft alten Testaments 1691) et des énormes compilations historiques (Täglicher Schau-Platz der Zeit, 1695, 1500 pages folio, Historisches Labyrinth der Zeit, inachevé, 1701). Il meurt à cause d'une maladie pulmonaire.

## Le RomanLa Banise asiatique

### Résumé
La Banise asiatique est un point culminant des grands romans baroques héroïques-historiques de langue allemande, à l'instar de l'Arminius de Daniel Caspar von Lohenstein ou l' Aramena et l' Octavia de Antoine-Ulrich de Brunswick-Wolfenbüttel. Moins long et complexe que ceux-là, néanmoins plein d'épisodes et descriptions circonstanciées, le roman raconte l'histoire du prince Balacin, fils du roi d'Ava, et de la princesse Banise, fille de l'empereur Xemindo de Pégou, que le tyran scélérat Chaumigrem a capturée pour la sacrifier à un dieu de la guerre. Ziegler utilise la technique de sauter « in medias res », quand il fait commencer le roman avec les mots de Balacin :

« Que l'éclair, la grêle et le tonnerre, instrument de la vengeance céleste, brisent et anéantissent la magnificence de tes tours couvertes d'or, et que la vengeance des dieux dévore tous les possesseurs de la ville qui ont causé la ruine de la maison royale... »

Balacin est attaqué par trois sbires, mais il réussit à se réfugier. Se joignent des récits rétrospectifs qui durent jusqu'au milieu du second des trois livres du roman. Le fait que le lecteur sait toujours que l'héroïne Banise est en danger en augmente la tension, pendant que les bouffonneries du valet de Balacin, Scandor, apportent du comique. Enfin, après Banise a donné un discours d'adieux invraisemblable, Balacin la sauve, tue Chaumigrem, et on fête le mariage de Balacin et Banise et de deux autres couples de leur cortège. Une pièce de théâtre forme la fin du roman. Il s'agit de la traduction d'un libretto italien L'Heraclio (de Nicolò Beregan, Venise 1671) dont l'action miroite celle du roman de Ziegler.

### Sources
Une de sources majeures du roman sont les écrits de Erasmus Francisci qui relatent les événements du récit de voyage de Fernão Mendes Pinto, dont Ost- und West-Indischer wie auch Sinesischer Lust- und Stats-Garten (1668).

### Réception
Ce roman fut le roman allemand le plus populaire jusqu'à la publication du Werther de Goethe. Dans le XVIIIe siècle, il y avait dix éditions, une deuxième partie écrite par Johann Georg Hamann (der Ältere) (de), l'oncle du philosophe Johann Georg Hamann, publié en 1721, des adaptations pour le théâtre (entre autres par Melchior Grimm 1743) et pour l'opéra. En outre, d'autres romans suivant le modèle de la Banise furent créés, p. ex. August Bohse (de) (Talander): Der durchlauchtigste Arsaces aus Persien: in einem curieusen Kriegs- und Liebes-Roman 1691, Johann Leonhard Rost (en) Die Unglückseelige Atalanta Oder Der schönen Armenianerin Lebens- und Liebes-Beschreibung in einem Asiatischen Helden-Gedicht 1708, parfois reprenant le nom « Banise » dans le titre (La Banise allemande ou La Banise d'Angleterre).
Durant les dix premières éditions (parues jusqu'en 1738), le texte n'est pas changé grandement, alors que la onzième édition de 1764 est considérablement remaniée pour mieux conformer au goût contemporain de l'Empfindsamkeit.
Des traductions en néerlandais et suédois furent publiées, des traductions russes circulèrent en forme manuscrite. Une traduction libre en français (comprenant la continuation du roman par Hamann) parut en 1771 (2e édition 1774) sous le titre Banise et Balacin ou La Constance récompensée. Histoire indienne.
Johann Christoph Gottsched loue assez le roman et il figure dans le Wilhelm Meister de Goethe où le tyran Chaumigrem paraît sur scène dans un théâtre de poupées.